# Poblados de absorción
Los poblados de absorción (también poblados mínimos de absorción, poblados agrícolas o unidades vecinales de absorción) fue el nombre oficial que recibieron varios tipos de urbanizaciones planificadas experimentales de estilo racionalista en la periferia de Madrid durante los años 50 y 60 para intentar paliar el problema de la vivienda que existía en aquella época en la capital. Este tipo de urbanizaciones, predecesoras más precarias de los poblados dirigidos, iban dirigidas específicamente a las familias que vivían en los barrios de chabolas de Madrid, que en esa época se calculaba que constituían aproximadamente el 20% de la población de la comunidad autónoma. Estas urbanizaciones fueron promovidas y construidas principalmente por la Obra Sindical del Hogar y financiadas por el Instituto Nacional de la Vivienda, dos de los principales organismos encargados de la vivienda durante la dictadura de Franco.
Se llegaron a construir cuatro tipos de poblados de absorción llamados poblados de absorción, poblados mínimos de absorción (o poblados mínimos), poblados agrícolas y unidades vecinales de absorción (o UVAs). Exceptuando los poblados de absorción, diseñados para una población estable, el resto estaban pensados en sus inicios como alojamientos temporales, sirviendo de impás entre los desalojos de los barrios de chabolas y los emplazamientos en viviendas de mejor calidad, pero con los años se volvieron en permanentes. Los poblados se derribaron a partir de la Operación de Remodelación y Realojamiento de Barrios de Madrid entre los años 1977 y 1986, con la construcción de 36.000 viviendas nuevas, debido a las deficiencias urbanísticas de los barrios así como a la baja calidad estructural de las viviendas.
En otras grandes ciudades como Bilbao se construyeron unidades vecinales de absorción.

## Contexto histórico
Tras la Guerra Civil y durante el periodo de la autarquía, las ciudades fueron los principales focos de atracción de trabajadores provenientes del campo, que junto a sus familias, emigraron hacia las zonas industrializadas para buscar trabajo a causa de las penurias que sufrían en las zonas rurales. La mayoría de las familias encontraron viviendas más o menos dignas, pero un gran número de ellas tuvieron que construirse una chabola en la periferia de estas ciudades, lo que con los años acabó generando grandes barrios de chabolas en ciudades como Madrid, Barcelona, Hospitalet o Bilbao. La Comisaría General para la Ordenación Urbana de Madrid y sus Alrededores (1946-1962) realizó diversos censos de los barrios de chabolas y se calculó que en los años 40 aproximadamente el 20% de la población de Madrid vivía en condiciones de infravivienda (entre 300.000 y 400.000 personas).
El 14 de mayo de 1954 se publicó un decreto-ley que encargaba al INV la ordenación del llamado Plan Sindical de la Vivienda en el que la Obra Sindical del Hogar debía construir veinte mil nuevas viviendas de “tipo social” cada año, y en que llegaría a construir una media de diez mil anuales según el historiador Carlos Sambricio. Ese mismo año se aprobaron las leyes de Viviendas de Renta Limitada y de Tipo Social. Asís Cabrero, arquitecto jefe de la OSH desde 1954, publicó el documento Normas para la confección de Proyectos de grupos de viviendas ‘tipo social’ para orientar el programa de vivienda de 1954, inspirado en corrientes del existenzminimun como la alemana llamada nueva objetividad o en los estándares de la Administración Federal de Vivienda estadounidense. Algunos de los arquitectos racionalistas que participaron en el diseño de este tipo de viviendas fueron Rafael Aburto, Secundino Zuazo, Miguel Fisac, Carlos de Miguel, Coderch, Sáenz de Oiza, Luis Laorga, García-Pablos, Luis Vázquez de Castro, Rafael Aburto, Joaquín Núñez Mera o Alejandro de la Sota Martínez.
La tipología de "vivienda social" se definía en dos tipos de vivienda, la de renta mínima con menos de 42 m² y la de renta reducida para familias con mayor poder adquisitivo de menos de 100 metros cuadrados. Todas las familias que se acogieran al plan de la OSH tenían que estar inscritas en el Sindicato Vertical, el sindicato único establecido por el régimen que incluía tanto a trabajadores como a patronal, lo que excluía a la mayoría de chabolistas que no tenían un trabajo fijo y no podían estar afiliados.La Comisaría General de Ordenación Urbana de Madrid y sus Alrededores (CGOUM) también llegó a promocionar algunos poblados como el de Ventanilla y el de General Ricardos.
Dos tercios de las 113.000 viviendas que la Organización Sindical del Hogar edificó entre 1939 y 1959 se realizaron a partir de este plan de vivienda de 1954, de baja calidad tanto constructiva como a nivel de urbanización; siendo estas de tamaño reducido (menos de 42 m²), con calidades constructivas pésimas, cimentaciones insuficientes en el caso de que las tuvieran y levantadas en terrenos inadecuados como arcillas expansivas, muchas de ellas sin servicios básicos en el barrio, entre otras deficiencias.El coste por vivienda no debía superar las 25.000 pesetas.
| Actuaciones públicas de vivienda entre 1955 y 1964 | Año     | Actuaciones | Viviendas |
| -------------------------------------------------- | ------- | ----------- | --------- |
| Poblados de absorción                              | 1955-56 | 16          | 11.421    |
| Poblados mínimos                                   | 1958    | 4           | 2.922     |
| Poblados dirigidos                                 | 1956-59 | 12          | 21.023    |
| Poblados INV/OSH                                   | 1954-59 | 9           | 17.673    |
| Unidades vecinales de absorción                    | 1963    | 6           | 6.083     |
| Otros núcleos y zonas de actuación general         |         | 20          | 36.565    |
| Total                                              |         |             | 95.687    |

## Tipos de poblados
La superficie de las viviendas oscilaba entre los 30 y los 40 m². Los estándares del INV proponían no podía exceder los 42 m² para una vivienda con cuatro o cinco camas, y estas medidas incluían los muros de carga y la superficie alícuota de escalera.Solían contar con una sala de estar de unos 3x6 metros pensada para funcionar como sala de estar, comedor y cocina, así como recibidor. En muchas ocasiones se diseñaba un mobiliario específico de corte minimalista.El estilo arquitectónico era en general racionalista, aunque en ocasiones, como en el caso del poblado de Fuencarral, se mezclaba con estilo rural con viviendas unifamiliares de una o dos plantas con una pequeña parcela para huerto. Otras promociones se construían con bloques de pisos como los bloques de cinco plantas de las dos promociones de la CGOUM.En todos ellos la falta de equipamientos era muy grande, y aunque en ocasiones podían contar con algún espacio verde o patio compartido, los barrios no estaban equipados ni urbanizados, y las pocas tiendas se alojaban en barracones autoconstruidos en los extremos de los barrios.

### Poblados de absorción
En 1955 la OSH construyó los primeros 8 poblados de absorción con el financiamiento del INV, y se llamaron Fuencarral A, Fuencarral B, Vista Alegre, San Fermín 1, Zofío, Villaverde (encargado a Francisco Javier Sáenz de Oiza), Canillas y Caño Roto. Tenían una media de 600 viviendas, siendo el mayor Vista Alegre con 800 viviendas y el menor Fuencarral A con 500. En 1956 se construyeron otras 6 promociones a través de la OSH (San Blas 1 y 2, San Fermín 2, Tornero, la Elipa y Vallecas), y dos más a través de la CGOUM (Ventilla y General Ricardos), con una media de 830 viviendas por promoción (la mayor San Blas 2 con 1100 y la menor Ventilla con 500).

### Poblados mínimos
Los poblados mínimos fueron un conjunto de polígonos de viviendas pensadas para alojar a las familias sin recursos económicos de los barrios de chabolas como alojamiento temporal, y estaban diseñadas de forma todavía más austera que los poblados de absorción ya que carecía de cualquier tipo de equipamientos e urbanización. Estaban formadas por retículas de viviendas unifamiliares con patio, con una trama similar a los barrios de chabolas. Estos conjuntos de viviendas se realizaron a través de la Comisaría General para la Ordenación Urbana de Madrid y sus Alrededores, siempre bajo el control de Instituto Nacional de la Vivienda. Fueron los precursores de las unidades de viviendas de absorción, 

### Poblados agrícolas
Los poblados agrícolas estaban pensados para servir como alojamiento temporal a las familias provenientes del campo que vivían en los barrios de chabolas de Madrid, y se estructuraban en casas unifamiliares diseñadas con ciertos equipamientos como una cuadra donde cabía un carro y un caballo, un corral para gallinas o un patio trasero para usos agrícolas para facilitar la adaptación de estas familias a la vida urbana. Se cedían en régimen de alquiler. El poblado de Orcasitas contaba con un poblado agrícola, que en su construcción se prestó al empleo de los futuros inquilinos como parte del pago.Este tipo de viviendas fueron ocupadas mayoritariamente por traperos, que transformaron las cuadras en una habitación adicional.

### Unidades vecinales de absorción
Las unidades vecinales de absorción, en ocasiones llamadas como las "UVA's" por sus siglas, fueron unas barriadas de viviendas de construcción prefabricada, pensadas como viviendas provisionales con una vida útil de 5 años. Este diseño inicial se alargó hasta varias décadas en algunos casos. Se construyeron en los aledaños de los barrios de chabolas, y debido al hacinamiento  y a la precariedad constructiva y urbanística se conocían como barrios de chabolismo vertical. Fueron el tipo de vivienda social de peor calidad constructiva edificada por el Estado franquista. Estas barriadas formaban hileras de viviendas unifamiliares pareadas de uno o dos pisos, con un patio entre ellas, y una plaza central donde iban a parar las vías rodadas. 
Se llegaron a construir seis UVA's, todas ellas a lo largo del verano del año 1963; y estas fueron la de Canillejas con 998 viviendas, la de Fuencarral con 1.190 viviendas; la de Hortaleza con 1.100 viviendas; la de Pan Bendito con 655 viviendas; la de Vallecas con  1.200 viviendasy la de Villaverde con 950 viviendas (6.083 viviendas en total). Las UVA del Plan de Absorción del Chabolismo se crearon una vez desechado este proyecto.Para su construcción se emplearon materiales desmontables y transportables, a menudo prefabricados, e incluso reaprovechados de otras construcciones; como planchas de aglomerado, coberturas de chapa y estructuras metálicas. Algunas de las urbanizaciones si contaban con edificios complementarios comunitarios que servían como centros culturales del Movimiento como la Sección Femenina o centros sindicales del Sindicato Vertical, o con zonas ajardinadas. La UVA de Hortaleza fue premiada en el X Congreso de la Unión Internacional de Arquitectos celebrado en Buenos Aires en 1969 por sus valores humanos, con el arquitecto Le Corbusier en el jurado. 